# Peculium
Peculium označovalo v římském právu majetek, který otec rodiny (pater familias) svěřil svému synovi nebo otrokovi. Samotné vlastnictví mu zůstalo, peculium znamenalo vlastně jen faktické panství nad daným majetkem, které mohlo být kdykoli odejmuto. Teprve v průběhu vývoje začalo být uznáváno, že odejmutí se může stát jen z vážných důvodů, v opačném případě šlo o jednání římského občana nehodné.
Postupem času se také objevilo tzv. peculium castrense, což byl majetek, který syn nabyl v průběhu vojenské služby. S tímto majetkem mohl volně pořizovat testamentem a později s ním nakládat úplně volně. Obdobný charakter pak mělo i tzv. peculium quasi castrense, majetek získaný od císaře, ve státních službách nebo jako duchovní či advokát.